# مقاطعة إستريا
مقاطعة إستريا هي إحدى مقاطعات كرواتيا ومركزها مدينة بازين.